# 髯毛贝母兰
髯毛贝母兰（学名：Coelogyne barbata）为兰科贝母兰属下的一个种。該物種分佈於中華人民共和國四川省西南部、云省南西部至西北部、西藏自治區东南部（墨脱）、尼泊尔、不丹和印度东北部海拔1200米至2800米的林中树上或岩壁上。

## 扩展阅读
- 維基物種上的相關：髯毛贝母兰